# Tarinkot (distrikt)
Tarinkot (persiska: ترین‌کوت), eller Wuluswali-ye Tarinkot, (ولسوالی ترین‌کوت), är ett distrikt (wuluswali) i Afghanistan. Det ligger i provinsen Uruzgan, i den centrala delen av landet. Administrativt centrum är staden Tarinkot.
Distriktet beräknades år 2022 ha cirka 121 000 invånare.